# Fame and Fortune
Fame and Fortune é o sétimo álbum de estúdio da banda Bad Company, lançado em Outubro de 1986.
É o primeiro disco com o novo vocalista, Brian Howe que substituiu Paul Rodgers.

## Faixas
1. "Burning Up" (Mick Ralphs/Mick Jones) – 4.02
2. "This Love" (Brian Howe/Andy Fretwell) – 4.21
3. "Fame and Fortune" (Mick Ralphs) – 3.35
4. "That Girl" (Brian Howe/Mick Ralphs) – 4.01
5. "Tell It Like It Is" (Brian Howe/Mick Ralphs) – 3.52
6. "Long Walk" (Brian Howe/Gregg Dechert) – 3.34
7. "Hold on My Heart" (Brian Howe/Gregg Dechert/Mick Jones) – 4.25
8. "Valerie" (Brian Howe/Mick Ralphs) – 3.29
9. "When We Made Love" (Brian Howe/Simon Kirke/John Bettis) – 4.18
10. "If I'm Sleeping" (Brian Howe/Mick Ralphs/Simon Kirke/Gregg Dechert) – 3.30

## Tabelas
Singles
| Ano  | Single             | Tabela                 | Posição |
| ---- | ------------------ | ---------------------- | ------- |
| 1986 | "Fame and Fortune" | Mainstream Rock Tracks | 37      |

## Créditos
- Brian Howe - Vocal, saxofone
- Mick Ralphs - Guitarra
- Simon Kirke - Bateria
- Steve Price - Baixo
- Gregg Dechert - Teclados